# Cantó de Grenoble-4
El cantó de Grenoble-4  és un cantó francès del departament de la Isèra, situat al districte de Grenoble. Compta amb part del municipi de Grenoble.

## Municipis
- Grenoble

## Història
| Data d'elecció                           | Identitat             | Partit                     | Qualitat |
| ---------------------------------------- | --------------------- | -------------------------- | -------- |
| 1973-1976                                | Christian de Battisti | UDR, després PS            |          |
| 1976-1997                                | Alain Carignon        | RPR                        |          |
| 1997-2008                                | Max Micoud            | Divers droite, després UMP |          |
| 2008-                                    | Jacques Chiron        | PS                         |          |
| les dades anteriors no són pas conegudes |                       |                            |          |
|                                          |                       |                            |          |

## Demografia
| 1962 | 1968 | 1975 | 1982 | 1990 | 1999   | 2007   |
| ---- | ---- | ---- | ---- | ---- | ------ | ------ |
| -    | -    | -    | -    | -    | 20.029 | 21.215 |